# Zelenkasti stolisnik
 Ovo je glavno značenje pojma Zelenkasti stolisnik. Za druga značenja pogledajte Zelenkasti stolisnik (razdvojba).
Zelenkasti stolisnik (lat. Achillea virescens), trajnica iz porodice glavočika. Raste u Hrvatskoj i Italiji. U Hrvatskoj većinom rasprostranjen u Istri, Gorskom kotaru, Lici, Hrvatskom primorju i sjevernoj Dalmaciji; a smatra se endemskom vrstom.
Postoje dvije podvrste.

## Podvrste
- Achillea virescens subsp. tenorei (Grande) Bässler; samo u Italiji
- Achillea virescens subsp. virescens